# The Amazing Spider-Man (jeu vidéo, Oxford Digital Enterprises)
Pour les articles homonymes, voir The Amazing Spider-Man (homonymie).
The Amazing Spider-Man est un jeu vidéo de plates-formes développé par Oxford Digital Enterprises et édité par Paragon Software, sorti en 1990 sur Amiga, Atari ST, Commodore 64 et DOS. Il permet au joueur d'incarner le super-héros Spider-Man.

## Accueil
- Tilt : 17/20 (version Amiga)[1]